# Vatovia albosignata
Genre
Espèce
Vatovia albosignata, unique représentant du genre Vatovia, est une espèce d'araignées aranéomorphes de la famille des Salticidae.

## Distribution
Cette espèce est endémique d'Éthiopie.

## Publication originale
- Caporiacco, 1940 : Aracnidi raccolte nella Reg. dei Laghi Etiopici della Fossa Galla. Atti della Reale Accademia d'Italia, vol. 11, p. 767-873.